# Chockhandgranat m/96
Chockhandgranat m/96 (Chgr 96) är en chockhandgranat som används i svenska Försvarsmakten. Den består av ett plasthölje kring 50 g pentyl. Till skillnad från andra handgranater saknar Chgr 96 splitterbildare som plåthölje, stålkulor eller stålspiral. Den enda verkan som Chgr 96 ger är en tryckökning i slutna rum. I öppen terräng eller halvöppna rum ger den liten eller ingen verkan. Trycket gör fienden omtöcknad, desorienterad eller i sällsynta fall försatt ur stridbart skick eller död. Men eftersom inget splitter skapas minskar risken för skador på civila eller egen trupp om det finns tunna väggar såsom gips eller trä. 